# Hoxie (Kansas)
Hoxie è un comune degli Stati Uniti d'America, situato nello Stato del Kansas, nella contea di Sheridan, della quale è il capoluogo.